# دوناشینگن
شهر دوناشینگن در ایالت بادن-وورتمبرگ در کشور آلمان واقع شده است.

## جشنواره موسیقی معاصر
از سال ۱۹۲۱ جشنواره موسیقی دوناشنگن به صورت سالانه در این شهر برگزار می‌شود. این رویداد به عنوان یکی از مهم‌ترین جشنواره‌های موسیقی معاصر، سالانه بیش از ۱۰٬۰۰۰ بازدیدکننده را به این شهر می‌کشاند.

## نگارخانه

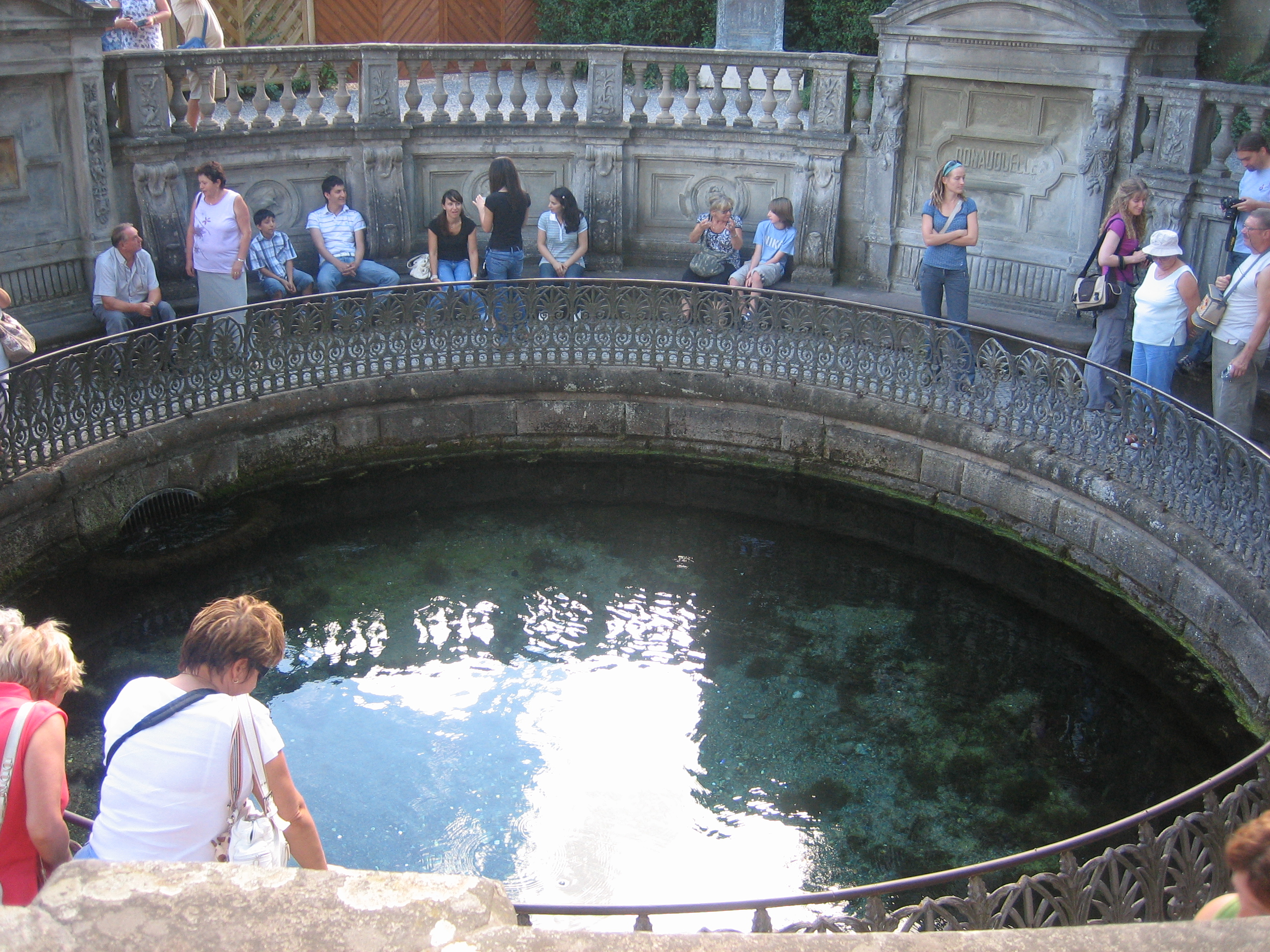
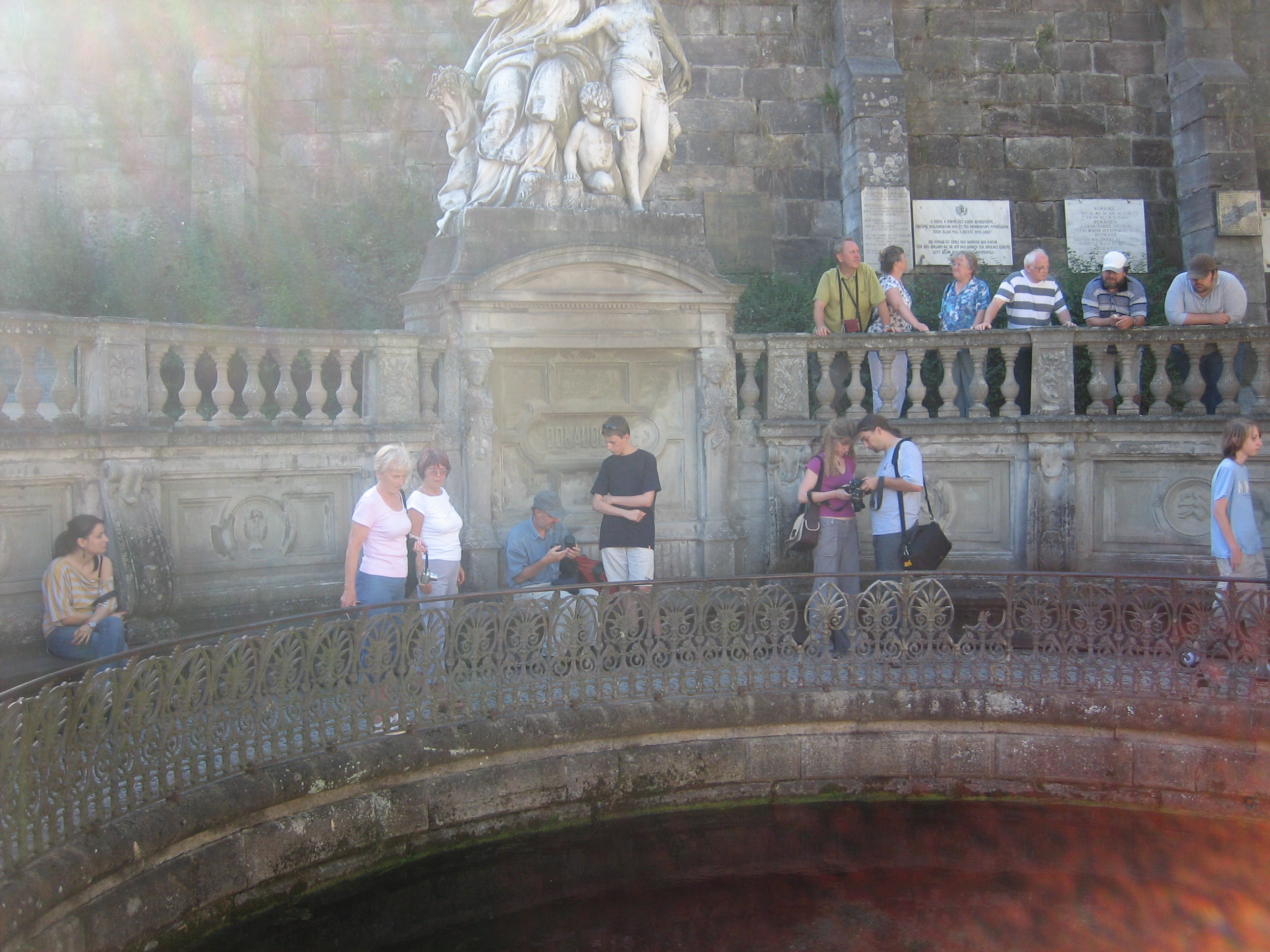